# Schizotetranychus laevidorsatus
Schizotetranychus laevidorsatus är en spindeldjursart som beskrevs av Ehara 1988. Schizotetranychus laevidorsatus ingår i släktet Schizotetranychus och familjen Tetranychidae. Inga underarter finns listade i Catalogue of Life.